# Bistum Lafayette in Indiana
Das Bistum Lafayette in Indiana (lat.: Dioecesis Lafayettensis in Indiana) ist eine in den Vereinigten Staaten gelegene römisch-katholische Diözese mit Sitz in Lafayette, Indiana.

## Geschichte
Das Bistum Lafayette in Indiana wurde am 21. Oktober 1944 durch Papst Pius XII. mit der Apostolischen Konstitution Ut sedulo aus Gebietsabtretungen des Bistums Fort Wayne errichtet und dem Erzbistum Indianapolis als Suffraganbistum unterstellt.

## Territorium
Das Bistum Lafayette in Indiana umfasst die im Bundesstaat Indiana gelegenen Gebiete Benton County, Blackford County, Boone County, Carroll County, Cass County, Clinton County, Delaware County, Fountain County, Fulton County, Grant County, Hamilton County, Howard County, Jasper County, Jay County, Madison County, Miami County, Montgomery County, Newton County, Pulaski County, Randolph County, Tippecanoe County, Tipton County und White County.

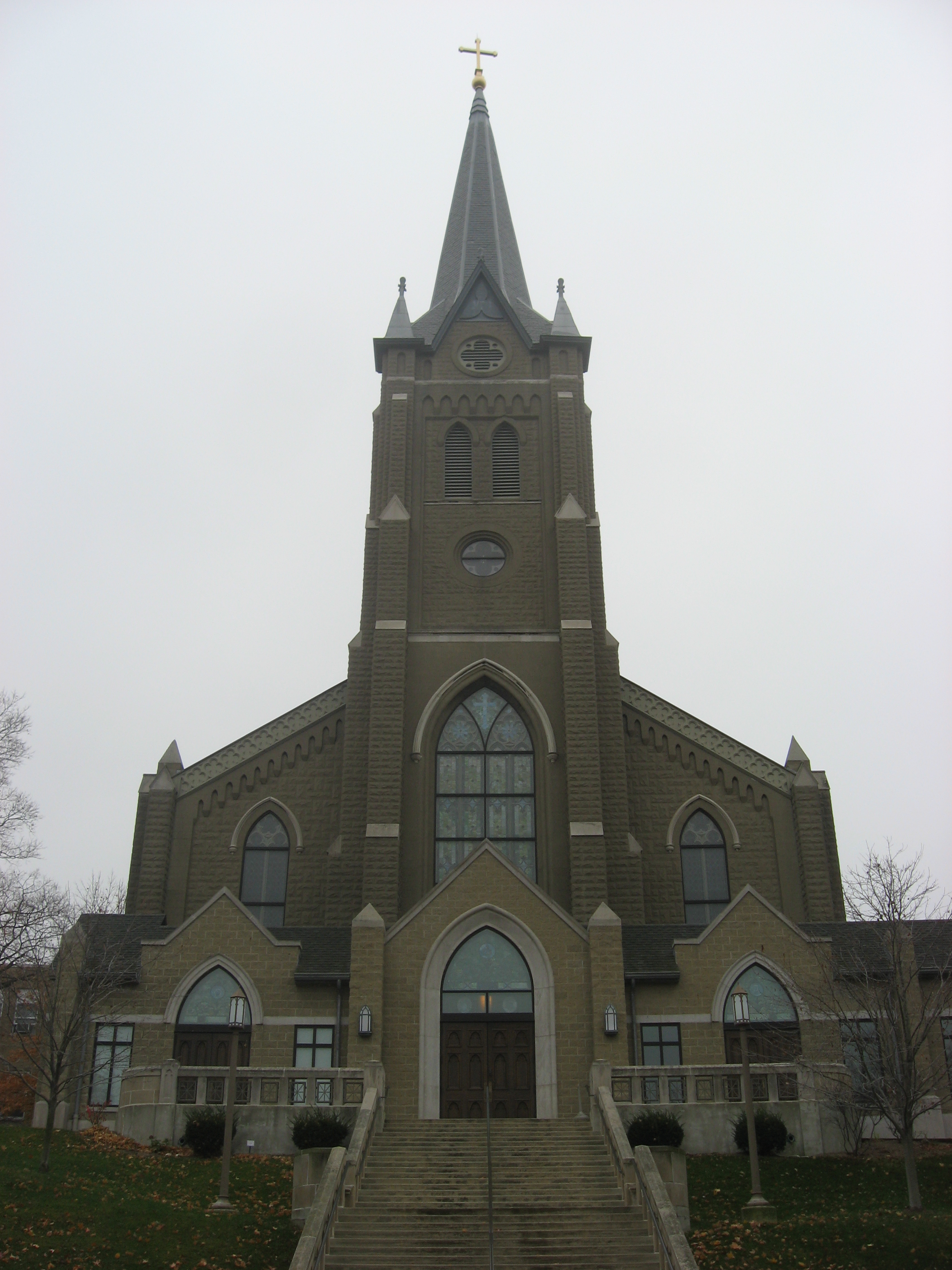
Cathedral of Saint Mary of the Immaculate Conception in Lafayette

## Bischöfe von Lafayette in Indiana
- John George Bennett, 1944–1957
- John Carberry, 1957–1965, dann Bischof von Columbus
- Raymond Joseph Gallagher, 1965–1982
- George Avis Fulcher, 1983–1984
- William Leo Higi, 1984–2010
- Timothy Lawrence Doherty, seit 2010